# 長崎市立深堀中学校
長崎市立深堀中学校（ながさきしりつ ふかほりちゅうがっこう、Nagasaki City Fukahori Junior High School）は、長崎県長崎市深堀町一丁目にある公立中学校。略称「深堀中」（ふかほりちゅう）。

## 概要
歴史
1947年（昭和22年）の学制改革（六・三制の実施）により、新制中学校として開校した。2012年（平成24年）に創立65周年を迎えた。
校章
旭光を背景にして、中央に「中」の文字を置く。
校歌
作詞は福田清人、作曲は原格太郎による。歌詞は4番まであり、校名は登場しない。
校区
長崎市立南陽小学校区の一部、長崎市立深堀小学校区。

## 沿革
- 1947年（昭和22年）4月1日 - 学制改革（六・三制の実施）が行われる。
  - 深堀村国民学校の初等科が改組され、深堀村立深堀小学校が発足。
  - 深堀村国民学校の高等科が改組され、「深堀村立深堀中学校」（新制中学校）が発足。当初は深堀小学校（旧・国民学校）校舎に併設される。
    - 初代校長に滝川正義が就任。学級数5、生徒数221名でのスタート。
- 1949年（昭和24年）
  - 3月3日 - 木造新校舎の一部が完成し、3教室が移転を完了。
  - 5月15日 - 木造新校舎（普通教室7・特別教室2）が完成。
- 1955年（昭和30年）1月1日 - 深堀村が長崎市に編入されたことにより、「長崎市立深堀中学校」（現校名）に改称。
- 1956年（昭和31年）10月27日 - 鉄筋コンクリート造新校舎（校長室・職員室・保健室・特別教室）が完成。
- 1973年（昭和48年）5月7日 - 現在地に新校舎が完成し、移転を完了。
- 1975年（昭和50年）3月1日 - 鉄筋コンクリート造4階建て校舎が完成。
- 1979年（昭和54年）4月1日 - 特殊学級を廃止。
- 1983年（昭和58年）4月1日 - プレハブ校舎1棟が完成。
- 1989年（平成元年）4月18日 - テニスコートが完成。
- 1993年（平成5年）12月20日 - コンピューター室が完成。
- 1995年（平成7年）4月1日 - 特殊学級を開設。
- 1996年（平成8年）4月15日 - 運動場を改修。
- 1998年（平成10年）3月31日 - 新体育館が完成。

## アクセス
最寄りのバス停
- 長崎バス 「深堀中学校下」

最寄りの国道・県道
- 長崎県道29号香焼江川線

## 周辺
- 長崎市立深堀小学校
- 長崎県立長崎鶴洋高等学校
- おおとり幼稚園
- 深堀団地
- 長崎記念病院

## 著名な出身者
- 森保一（元サッカー選手・サッカー日本代表監督）

- 小磯典子(旧姓:濱口典子)  (元プロバスケットボールプレイヤーオリンピック選手)

## 関連事項
- 長崎県中学校一覧